# Brocourt-en-Argonne
Brocourt-en-Argonne là một xã thuộc tỉnh Meuse trong vùng Grand Est đông nam nước Pháp. Xã này có diện tích 6,7 km², dân số năm 2006 là 51 người.